# Wilgenschorsvlinder
De wilgenschorsvlinder (Apterogenum ypsillon, eerder geplaatst in het geslacht Parastichtis) is een vlinder uit de familie Noctuidae, de uilen. De voorvleugellengte bedraagt tussen de 15 en 19 millimeter. De soort komt verspreid over Europa voor. Hij overwintert als ei.

## Waardplanten
De wilgenschorsvlinder heeft als waardplanten wilg en populier. De rups leeft eerst in katjes of samengesponnen blad, later verbergt hij zich na de nacht, waarin hij actief is, achter losse schors of tussen het strooisel op de bodem, waar hij ook verpopt.

## Voorkomen in Nederland en België
De wilgenschorsvlinder is in Nederland en België een vrij algemene soort, die verspreid over het hele gebied kan worden gezien. De vlinder kent één generatie, die vliegt van begin juni tot halverwege augustus.